# Nephelotus conspersus
Nephelotus conspersus là một loài bọ cánh cứng trong họ Cerambycidae.